# Nová Včelnice
Nová Včelnice é uma cidade checa localizada na região da Boêmia do Sul, distrito de Jindřichův Hradec.